# Couvent des Ursulines de Sainte-Avoye
Pour les articles homonymes, voir Couvent des Ursulines.
Le couvent des Ursulines de Sainte-Ayoye est un ancien couvent parisien détruit au XIXe siècle qui comportait une petite église.

## Situation
Le couvent était situé à l’angle de la rue Geoffroy-l’Angevin du numéro 2 au numéro 6 et de la rue du Temple (anciennement rue Sainte-Avoye) au numéro 61 et s’étendait le long de cette rue à l’emplacement de l’actuelle rue Rambuteau dont le percement en 1838 a entrainé la destruction d’une partie de ses bâtiments.

## Historique
L’origine du couvent est l’achat en 1288 par Jean Sequence, curé de Saint-Merri, avec la veuve Constance d’une maison destinée à une communauté de femmes pauvres veuves de plus de 50 ans placée sous le patronage de sainte Avoye, nom français de sainte Hedwige (1174-1243).
En 1622, les Ursulines de la rue Saint-Jacques acceptèrent de soulager les difficultés financières de la communauté. En échange d'une rente, les dames de Sainte-Avoye acceptèrent de suivre la règle des Ursulines et de se consacrer à  l'éducation de jeunes filles qui ne quittaient le pensionnat qu'à leur mariage. 
Le couvent comportait une petite église donnant rue Geoffroy-l’Angevin. Il était propriétaire des maisons des 67 et 69 rue du Temple.
Le couvent supprimé en 1790 fut vendu comme bien national, les acquéreurs étant tenus de livrer le terrain nécessaire à la création d’une rue qui fut la rue Rambuteau. Les bâtiments furent transformés en logements d’habitation et la chapelle abattue.
Une des deux synagogues de Paris y était établie de 1805 à 1818.  
L'ancien couvent a donné son nom au quartier Sainte-Avoye.

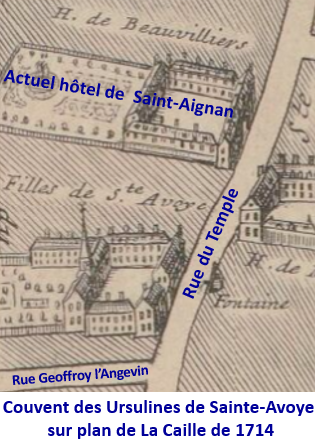
Couvent sur plan de La Caille de 1714.